# SC Drente
SC Drente was een betaaldvoetbalclub uit Klazienaveen in de Nederlandse provincie Drenthe. De club ontstond in 1966 toen de profafdeling van VV Zwartemeer gepromoveerd was naar de Eerste divisie, en ondergebracht werd in een aparte stichting met als naam Sportclub Drente. SC Drente speelde van 1966 tot en met 1971 in het betaalde voetbal.

## VV Zwartemeer
In het seizoen 1955-56 debuteerde Zwartemeer in het betaalde voetbal. De club bereikte het eerste hoogtepunt in het seizoen 1963/64 toen het in de Tweede Divisie A als tweede eindigde, wat voldoende was om zich te plaatsen voor nacompetitie voor een plaats in de Eerste Divisie. De tegenstanders waren Alkmaar '54, Hermes DVS en Roda JC. Elke club speelde één thuiswedstrijd, een uitwedstrijd en een duel op neutraal terrein. De thuiswedstrijd tegen Alkmaar werd gewonnen met 3-1 voor naar schatting 12.000 toeschouwers. Vervolgens verloor Zwartemeer in Nijmegen met 2-0 van Roda JC waardoor het samen met Alkmaar bovenaan eindigde. Alkmaar, kampioen in de Tweede Divisie A, promoveerde echter op grond van de bepaling dat bij een gelijke stand de reguliere competitie de doorslag zou geven.
In het seizoen 1965-66 werd Zwartemeer, onder leiding van trainer Piet Dubbelman, vierde in de Tweede Divisie, wat voldoende was om te promoveren naar de Eerste Divisie. Na de promotie werd de betaalde tak van Zwartemeer omgevormd tot een stichting genaamd Sportclub Drente. Rieks Spiegelaar was manager en Arie Otten trainer van SC Drente. Het eerste elftal van de vereniging Zwartemeer werd ingedeeld in de vierde klasse van de KNVB.

## SC Drente
De op 26 mei 1966 opgerichte stichting SC Drente had het voetbal in Klazienaveen een nieuwe impuls moeten geven maar het tegendeel werd het geval. Geld voor versterkingen was er niet waardoor de eerste divisie veel te hoog gegrepen was voor de door Arie Otten getrainde ploeg. De financiële positie was niet rooskleurig zo stond er een schuld bij de gemeente Emmen die zowel een lening als subsidie verschafte. Gedurende het seizoen stapte manager Rieks Spiegelaar wegens verschil van inzicht met stichtingsvoorzitter Klaas Meinders op.
Een ander negatief punt was de toestand van het speelveld dat zo slecht was dat de KNVB het in de winter afkeurde. Er werd in afwachting van het gereed komen van een nieuw veld tijdelijk op het terrein van Ericase Boys gespeeld en zelfs werd een thuiswedstrijd verplaatst naar de Langeleegte in Veendam. Door het uitblijven van sportieve successen daalden de toeschouwersaantallen ook sterk. In vergelijking met een seizoen eerder werd het gemiddelde gehalveerd. Het eerste seizoen in de Eerste Divisie werd tevens het laatste. SC Drente eindigde op doelsaldo op de negentiende plek en degradeerde naar de tweede divisie.
Terug in de Tweede Divisie werden de prestaties er nauwelijks beter op. De financiële positie was zeker niet dramatisch slecht maar er was geen geld om spelers te halen die de club naar een hoger niveau konden tillen. In het seizoen 1970-71 liepen de toeschouwersaantallen ook terug tot soms een paar honderd per thuiswedstrijd. De toen door Jan van Asten getrainde selectie werd hekkensluiter in de Tweede Divisie. Dat maakte verder ook niets meer uit want een sanering had een einde gemaakt aan het betaalde voetbal in Klazienaveen.
Gedurende het seizoen 1970-71 kwam de Federatie van betaald voetbal organisaties (FBO) met een saneringsplan voor de dag. Het aantal profclubs moest van 51 tot 38 worden teruggebracht. Dit hield in dat de Tweede Divisie moest verdwijnen. De meeste clubs waren voorstander van het plan, inclusief SC Drente, maar op dat moment was nog niet duidelijk welke criteria zouden worden toegepast om te bepalen wie het betaald voetbal moest verlaten. De basis voor de sanering werd uiteindelijk niet de financiële positie van de af te vloeien clubs, maar de toeschouwersaantallen over de laatste vijf seizoenen, inclusief een factor in hoeverre de doelpopulatie (het verzorgingsgebied) werd bereikt. Er waren clubs die in 1969/70 minder dan duizend toeschouwers per wedstrijd trokken, waarvan SC Drente er een was. De club moest dan ook uit het profvoetbal verdwijnen; de sanering werd juridisch aangevochten maar na een verloren kort geding op 11 augustus 1971 trok SC Drente zich terug. Het laatste seizoen van SC Drente in het betaalde voetbal (1970-71) eindigde de Drentse ploeg als laatste in de Tweede Divisie.
De laatste wedstrijd van SC Drente vond plaats in Roosendaal waar met 3–1 van het eveneens weggesaneerde RBC werd verloren. Henk de Groote was de laatste doelpuntenmaker. Trainer Jan van Asten had al eerder te horen gekregen dat zijn contract niet zou worden verlengd en er was zelfs nog een opvolger aangetrokken met Ko Stijger die RBC onder zijn hoede had. Hij reisde nog wel af naar Klazienaveen maar na het verloren kort geding, lag zijn toekomst duidelijk niet in Drenthe. De stichting SC Drente bleef nog wel een tijdje bestaan. Het verloor zelfs nog een rechtszaak die oud-trainer Jan van Asten had aangespannen omdat het contract niet rechtmatig was opgezegd.

## Competitieresultaten 1967–1971
| 19 |

| 18 |

| 12 |

| 14 |

| 17 |

| Eerste divisie |
| Tweede divisie |

In elke staaf van de grafiek staat van boven naar beneden vermeld: 
- Eindnotering

Dit is de positie die de club heeft bereikt in de competitie, zonder eventuele beslissings-, play-off- of nacompetitiewedstrijden die nodig zijn geweest om bijvoorbeeld de kampioen van de competitie te bepalen.
Indien een * achter het getal staat is de notering een tussenstand en kan het zijn dat de notering niet overeenkomt met de uiteindelijke eindstand van de competitie.
Staat er een - dan is het seizoen nog bezig en is er geen definitieve uitslag bekend.
Staat er xx op de positie van de notering, dan heeft de club vroegtijdig de competitie verlaten. Dit kan onder andere komen door terugtrekking van het team, faillissement van de club of door een uitgedeelde straf van de KNVB. In veel gevallen staat elders in het artikel de reden vermeld.
Staat er een ? dan is het resultaat uit het verleden onbekend, en is alleen de competitie of het niveau bekend van dat seizoen.
In de seizoenen 2019/20 en 2020/21 werd wegens de coronacrisis het amateurvoetbal afgebroken. Daardoor kennen deze staven geen eindklassering (middels -- weergegeven).
- Competitieniveau en afdelingsletter of Officiële eindstand Eredivisie
  - Competitieniveau en afdelingsletter

Hierbij geeft het getal het niveau weer, dat ook terug te vinden is in de legenda. De letter is de afdelingsaanduiding en wordt gebruikt wanneer er meer afdelingen zijn op hetzelfde niveau. De afdelingsletter is altijd een hoofdletter en wordt meestal zonder nummer gebruikt.
Voorbeeld: 2F is niveau 2e klasse competitie F.
Het competitieniveau en nummer wordt niet vermeld wanneer er slechts één competitie van dit niveau was.
  - Officiële eindstand Eredivisie (getal staat tussen haakjes vermeld)

Sinds de introductie van play-offwedstrijden voor Europees voetbal na afloop van de reguliere competitie in 2005/06, is de KNVB verplicht een eindstand van de Eredivisie door te geven aan de UEFA aan de hand van deze play-offwedstrijden.
Bij deze eindstand staan clubs die zich hebben gekwalificeerd voor Europees voetbal hoger dan clubs die zich niet wisten te kwalificeren. Indien er geen verschil was tussen de eindnotering en de officiële eindstand, staat dit getal niet vermeld.

- Onderafdeling

Hier staat afgekort de naam van de onderafdeling indien de club in dat jaar in een onderafdeling uitkwam. Tevens staat deze afkorting in de legenda en wordt gelinkt naar het artikel over deze onderafdeling. Deze afkorting wordt alleen vermeld wanneer de club in het verleden in verschillende onderafdelingen heeft gespeeld. Deze vermelding is in de staaf altijd in kleine letters. Deze onderafdelingen zijn na het seizoen 1995/96 afgeschaft. Heeft de club in slechts één onderafdeling gespeeld, dan is dit alleen terug te vinden in de legenda.
Onder de staaf staat het jaartal vermeld waarin het seizoen is afgesloten. 15 verwijst naar het seizoen 2014/15 of eventueel het seizoen 1914/15.
Wanneer een staaf leeg is, zijn deze gegevens niet bekend. Het kan ook zijn dat de club dat seizoen niet heeft meegespeeld op het hogere amateurniveau, vroegtijdig de competitie heeft verlaten of uit de competitie is gezet.

In het seizoen 1944/45 was er wegens de Tweede Wereldoorlog geen regulier competitievoetbal.

## Overzichtslijsten

### Seizoensoverzichten
| Resultaten van Zwartemeer en SC Drente sinds de toetreding in het betaald voetbal in 1955 tot de sanering in 1971 | Resultaten van Zwartemeer en SC Drente sinds de toetreding in het betaald voetbal in 1955 tot de sanering in 1971 | Resultaten van Zwartemeer en SC Drente sinds de toetreding in het betaald voetbal in 1955 tot de sanering in 1971 | Resultaten van Zwartemeer en SC Drente sinds de toetreding in het betaald voetbal in 1955 tot de sanering in 1971 | Resultaten van Zwartemeer en SC Drente sinds de toetreding in het betaald voetbal in 1955 tot de sanering in 1971 | Resultaten van Zwartemeer en SC Drente sinds de toetreding in het betaald voetbal in 1955 tot de sanering in 1971 | Resultaten van Zwartemeer en SC Drente sinds de toetreding in het betaald voetbal in 1955 tot de sanering in 1971 | Resultaten van Zwartemeer en SC Drente sinds de toetreding in het betaald voetbal in 1955 tot de sanering in 1971 | Resultaten van Zwartemeer en SC Drente sinds de toetreding in het betaald voetbal in 1955 tot de sanering in 1971 | Resultaten van Zwartemeer en SC Drente sinds de toetreding in het betaald voetbal in 1955 tot de sanering in 1971 | Resultaten van Zwartemeer en SC Drente sinds de toetreding in het betaald voetbal in 1955 tot de sanering in 1971 | Resultaten van Zwartemeer en SC Drente sinds de toetreding in het betaald voetbal in 1955 tot de sanering in 1971 | Resultaten van Zwartemeer en SC Drente sinds de toetreding in het betaald voetbal in 1955 tot de sanering in 1971                                                               |
| Seizoen | Competitie | Competitie | Competitie | Competitie | Competitie | Competitie | Competitie | Competitie | Competitie | Kwalificatie | KNVB beker | Bijzonderheid |
| Seizoen | Divisie | GW | W | G | V | DV | DT | PNT | POS | Kwalificatie | KNVB beker | Bijzonderheid |
| --- | --- | --- | --- | --- | --- | --- | --- | --- | --- | --- | --- | --- |
| 1955/56 | Eerste klasse C                                                                                                   | 30 | 3 | 7 | 20 | 50 | 99 | 13 | 16e | Rechtstreekse degradatie                                                                                          | Geen bekertoernooi                                                                                                | Zwartemeer treedt toe tot het betaald voetbal |
| 1956/57 | Tweede divisie A                                                                                                  | 28 | 6 | 9 | 13 | 47 | 73 | 21 | 14e | – | Geen deelname | – |
| 1957/58 | Tweede divisie B                                                                                                  | 28 | 9 | 8 | 11 | 55 | 72 | 26 | 8e | – | 2e ronde | – |
| 1958/59 | Tweede divisie B                                                                                                  | 26 | 12 | 6 | 8 | 45 | 37 | 30 | 4e | – | Kwartfinale | – |
| 1959/60 | Tweede divisie B                                                                                                  | 24 | 7 | 5 | 12 | 40 | 46 | 19 | 13e | Degradatiecompetitie                                                                                              | Geen bekertoernooi                                                                                                | Degradatiewedstrijden tegen VV Baronie (0–1 & 3–2), ONA (3–1 & 2–1), Rheden (0–0 & 4–1), UVS (5–1 & 0–0), Velocitas (1–0 & 0–0) Xerxes (1–1 & 1–0) en Zwolsche Boys (2–2 & 1–1) |
| 1960/61 | Tweede divisie | 34 | 13 | 13 | 8 | 72 | 59 | 39 | 7e | – | Groepsfase | – |
| 1961/62 | Tweede divisie | 28 | 11 | 5 | 12 | 34 | 41 | 27 | 8e | – | Tussenronde na 3e ronde                                                                                           | – |
| 1962/63 | Tweede divisie A                                                                                                  | 32 | 8 | 8 | 16 | 44 | 58 | 20 | 16e | – | 1e ronde | – |
| 1963/64 | Tweede divisie A                                                                                                  | 30 | 18 | 5 | 7 | 62 | 31 | 41 | 2e | Nacompetitie | 3e ronde | Promotiewedstrijden tegen Alkmaar '54 (3–1), Hermes DVS (1–0), Roda JC (0–2) |
| 1964/65 | Tweede divisie A                                                                                                  | 30 | 12 | 10 | 8 | 46 | 33 | 34 | 7e | – | 1e ronde | – |
| 1965/66 | Tweede divisie A                                                                                                  | 28 | 14 | 9 | 5 | 54 | 36 | 37 | 4e | Rechtstreekse promotie                                                                                            | Groepsfase | – |
| 1966/67 | Eerste divisie | 44 | 5 | 13 | 20 | 35 | 73 | 23 | 19e | Rechtstreekse degradatie                                                                                          | Geen deelname | Naamswijziging naar SC Drente. |
| 1967/68 | Tweede divisie | 38 | 11 | 9 | 18 | 55 | 69 | 31 | 18e | – | Groepsfase | – |
| 1968/69 | Tweede divisie | 34 | 13 | 4 | 17 | 62 | 60 | 30 | 12e | – | 1e ronde | – |
| 1969/70 | Tweede divisie | 32 | 9 | 3 | 20 | 30 | 50 | 21 | 14e | – | 1e ronde | – |
| 1970/71 | Tweede divisie | 32 | 3 | 9 | 20 | 26 | 55 | 15 | 17e | – | 3e ronde | Na het seizoen werd SC Drente weggesaneerd. |

### Bekerwedstrijden
| Resultaten van Zwartemeer en SC Drente in het bekertoernooi van 1955 tot 1971 | Resultaten van Zwartemeer en SC Drente in het bekertoernooi van 1955 tot 1971 | Resultaten van Zwartemeer en SC Drente in het bekertoernooi van 1955 tot 1971 | Resultaten van Zwartemeer en SC Drente in het bekertoernooi van 1955 tot 1971 | Resultaten van Zwartemeer en SC Drente in het bekertoernooi van 1955 tot 1971        |                      |
| Seizoen                                                                       | Ronde                                                                         | Club                                                                          | Score                                                                         | Doelpuntenmakers Zwartemeer/SC Drente                                                |                      |
| ----------------------------------------------------------------------------- | ----------------------------------------------------------------------------- | ----------------------------------------------------------------------------- | ----------------------------------------------------------------------------- | ------------------------------------------------------------------------------------ | -------------------- |
| 1955/56                                                                       | (Geen bekertoernooi)                                                          | (Geen bekertoernooi)                                                          | (Geen bekertoernooi)                                                          | (Geen bekertoernooi)                                                                 | (Geen bekertoernooi) |
| 1956/57                                                                       | (Geen deelname)                                                               | (Geen deelname)                                                               | (Geen deelname)                                                               | (Geen deelname)                                                                      | (Geen deelname)      |
| 1957/58                                                                       | 1R                                                                            | Emmen                                                                         | 2–2 (ronde verder vanwege uitspelende ploeg)                                  | Hans Kalter, Tonny Roosken                                                           |                      |
|                                                                               | 2R                                                                            | Vitesse                                                                       | 3–4                                                                           | Gerrit Pesman, Willie Hogenberg, Gosem de Vries                                      |                      |
| 1958/59                                                                       | 1R                                                                            | C.E.C.                                                                        | 5–0                                                                           | Tonny Roosken (2x), Jan Stevens, Gerrit Pesman, Job Drent (p)                        |                      |
|                                                                               | 2R                                                                            | Velocitas                                                                     | 5–3                                                                           | Gerard Lippold, Hans Kalter, Katrinus van der Werf, Tonny Roosken, Groenewoud (e.d.) |                      |
|                                                                               | 3R                                                                            | GVAV                                                                          | 1–0                                                                           | Hans Kalter                                                                          |                      |
|                                                                               | 4R                                                                            | N.E.C.                                                                        | 2–1                                                                           | Tonny Roosken, Hans Kalter                                                           |                      |
|                                                                               | Kwartfinale                                                                   | VVV                                                                           | 1–5                                                                           | Job Drent                                                                            |                      |
| 1959/60                                                                       | (Geen bekertoernooi)                                                          | (Geen bekertoernooi)                                                          | (Geen bekertoernooi)                                                          | (Geen bekertoernooi)                                                                 | (Geen bekertoernooi) |
| 1960/61                                                                       | Groep                                                                         | Veendam                                                                       | 2–2                                                                           | Tonny Roosken, Jan Smit (p)                                                          |                      |
|                                                                               | Groep                                                                         | Be Quick                                                                      | 3–3                                                                           | Tonny Roosken (2x), Job Drent                                                        |                      |
|                                                                               | Groep                                                                         | Germanicus                                                                    | 3–3                                                                           | Tonny Roosken (2x), Jan Smit                                                         |                      |
|                                                                               | Groep                                                                         | GVAV                                                                          | 5–2                                                                           | Jan Smit (3x), Willie Hogenberg, Tonny Roosken                                       |                      |
| 1961/62                                                                       | 1R                                                                            | Velocitas                                                                     | 3–2                                                                           | Tinus Weering (3x)                                                                   |                      |
|                                                                               | 2R                                                                            | Veendam                                                                       | 1–0                                                                           | Willie Hogenberg                                                                     |                      |
|                                                                               | 3R                                                                            | Heerenveen                                                                    | 2–1                                                                           | Hans Kalter, Jan Smit                                                                |                      |
|                                                                               | Tussenronde                                                                   | GVAV                                                                          | 2–2 (v.n.s.)                                                                  | Jan Smit (2x)                                                                        |                      |
| 1962/63                                                                       | 1R                                                                            | HVC                                                                           | 0–2                                                                           | (–)                                                                                  |                      |
| 1963/64                                                                       | 1R                                                                            | DOS                                                                           | 2–1                                                                           | Tonny Roosken (2x)                                                                   |                      |
|                                                                               | 2R                                                                            | SC Enschede                                                                   | 1–0                                                                           | Tonny Roosken                                                                        |                      |
|                                                                               | 3R                                                                            | Fortuna Vlaardingen                                                           | 2–2 (v.n.s.)                                                                  | Inus Scholten, Willie Hogenberg                                                      |                      |
| 1964/65                                                                       | 1R                                                                            | Telstar                                                                       | 0–2                                                                           | (–)                                                                                  |                      |
| 1965/66                                                                       | Groep                                                                         | PEC                                                                           | 0–1                                                                           | (–)                                                                                  |                      |
|                                                                               | Groep                                                                         | Heracles                                                                      | 1–3                                                                           | Joop Meijer                                                                          |                      |
|                                                                               | Groep                                                                         | Zwolsche Boys                                                                 | –                                                                             | Wedstrijd niet meer gespeeld                                                         |                      |
| 1966/67                                                                       | (Geen deelname)                                                               | (Geen deelname)                                                               | (Geen deelname)                                                               | (Geen deelname)                                                                      | (Geen deelname)      |
| 1967/68                                                                       | Groep                                                                         | FC Twente                                                                     | 0–1                                                                           | (–)                                                                                  |                      |
|                                                                               | Groep                                                                         | De Graafschap                                                                 | 1–3                                                                           | Gerrie de Jonge                                                                      |                      |
|                                                                               | Groep                                                                         | Heracles Almelo                                                               | 1–1                                                                           | Bennie Kracht                                                                        |                      |
| 1968/69                                                                       | 1R                                                                            | Sparta                                                                        | 0–1                                                                           | (–)                                                                                  |                      |
| 1969/70                                                                       | 1R                                                                            | Go Ahead                                                                      | 0–6                                                                           | (–)                                                                                  |                      |
| 1970/71                                                                       | 1R                                                                            | Telstar                                                                       | 2–0                                                                           | Bert Bosman, Hans Ludwig                                                             |                      |
|                                                                               | 2R                                                                            | vrijgeloot                                                                    | vrijgeloot                                                                    | vrijgeloot                                                                           |                      |
|                                                                               | 3R                                                                            | RCH                                                                           | 0–1 (n.v.)                                                                    | (–)                                                                                  |                      |

### Topscorers
- 1955/56:  Geert Jacobs (19)
- 1956/57:  Foppe ten Hoor (13)
- 1957/58:  Tonny Roosken (23)
- 1958/59:  Tonny Roosken (13)
- 1959/60:  Tonny Roosken (15)
- 1960/61:  Tonny Roosken (31)
- 1961/62:  Tonny Roosken (9)
- 1962/63:  Tonny Roosken (14)
000000 :  Teun Veenstra (14)
- 1963/64:  Tonny Roosken (25)
- 1964/65:  Tonny Roosken (17)
- 1965/66:  Tonny Roosken (22)
- 1966/67:  Willy Hoogenberg (7)
- 1967/68:  Gerrie de Jonge (11)
000000 :  Jan Mink (11)
- 1968/69:  Gerrie de Jonge (20)
- 1969/70:  Tonny Roosken (11)
- 1970/71:  Wout Bosman (9)

### Trainers
- 1955–1957:  Toon Duijnhouwer
- 1957–1961:  Joep Brandes
- 1961–1962:  Jaap Woltjes
- 1962–1963:  Arie Otten
- 1963–0000:  Arie Otten
- 1963–1964:  Rieks Spiegelaar
- 1964–1966:  Piet Dubbelman
- 1966–1968:  Arie Otten
- 1968–1971:  Jan van Asten

## Voetnoten
SC Angelslo · VV Bargeres · VV C.E.C. · VV Drenthina · DVC '59 · DZOH · VV EHS '85 · FC Emmen · VV Emmen · Erica '86 · SC Erica · FC Klazienaveen · NWVV · SC Roswinkel · VV Schoonebeek · VV SVBC · VV SVBO · SVV '04 · VV Titan · SV Twedo · VV VEV · VV Weerdinge · Weiteveense Boys · WKE '16 · VV Zandpol · SC Zwartemeerse Boys

Voormalig: SC Drente· VV Klazienaveen· VV Zwartemeer